# Manuel de Serpa Pimentel
Manuel de Serpa Pimentel, 2.º Barão de São João de Areias, nasceu em 1818 e faleceu em 1910. Penso Sernancelhe

## Biografia
O Dr. Manuel de Serpa Pimentel nasceu a 1 de Outubro de 1818, sendo filho do Dr. Manuel de Serpa Machado e de D.ª Ana Rita Freire Pimentel, o quarto dos dez filhos do casal.
Os seus irmãos foram, por ordem de nascimento:
- Dr. José Freire de Serpa Pimentel;
- D.ª Maria Bárbara de Serpa Pimentel;
- Dr. Bernardo de Serpa Pimentel;
- D.ª Maria José de Serpa Pimentel;
- D.ª Maria Emília de Serpa Pimentel;
- D.ª Ana Eduarda de Serpa Pimentel;
- Eduardo de Serpa Pimentel (morto criança);
- Dr. António de Serpa Pimentel (líder do Partido Regenerador e Primeiro-ministro de Portugal durante um breve lapso de tempo em 1890);
- Dr. Eduardo de Serpa Pimentel.

Tal como alguns de seus irmãos, Manuel de Serpa Pimentel também se notabilizou ocupando cargos de alto relevo a nível nacional.
Casou em 1886 com D.ª Maria Maximina de Mendonça Falcão e Póvoas, e faleceu a 27 de Setembro de 1910, sendo enterrado a 28 do mesmo mês no cemitério de Silvares, que ele próprio concluiu.
Não tendo descendentes, deixou o solar e a Quinta da Guarita a seu sobrinho (filho de seu irmão Bernardo) Cap. Francisco de Serpa Machado Pimentel; este, solteiro e sem descendência, deixou os mesmos bens a sua irmã D.ª Violante de Serpa Pimentel de Melo e Castro, e esta a seu filho Bernardo de Serpa e Melo Pereira Brandão, seu último possuidor, que vendeu o recheio do solar (incluindo os retratos a óleo dos seus célebres e honrados antepassados) a uma casa de comércio de velharias e o solar e as propriedades ao seu rendeiro.

## Honras e cargos
O Dr. Manuel de Serpa Pimentel foi o herdeiro do seu tio Dr. Francisco de Serpa Saraiva, sucedendo-lhe no título como 2.º Barão de São João de Areias (renovação por decreto de D. Luís de 4 de Julho de 1866) e foi:
- Moço Fidalgo da Casa Real,
- Comendador da Ordem de Nossa Senhora da Conceição de Vila Viçosa (8 de Maio de 1866),
- Juiz Adjunto do Tribunal Superior de Guerra e Marinha,
- Juiz Conselheiro do Supremo Tribunal de Justiça.